# Basile Tapsoba
Basile Tapsoba (ur. 9 grudnia 1942 w Koudougou) – burkiński duchowny rzymskokatolicki, w latach 1984–2006 biskup Koudougou.

## Życiorys
Święcenia kapłańskie przyjął 4 lipca 1971. 19 grudnia 1981 został prekonizowany biskupem pomocniczym Koudougou ze stolicą tytularną Mesarfelta. Sakrę biskupią otrzymał 21 marca 1982. 2 lipca 1984 objął urząd biskupa diecezjalnego. 21 maja 2011 przeszedł na emeryturę.